# Campephilus imperialis
Il picchio imperiale (Campephilus imperialis Gould, 1832) è - o era - un imponente membro della famiglia dei Picidi. Nel caso non fosse estinto, sarebbe la specie di picchio più grande del mondo. A causa della sua stretta parentela e della sua somiglianza con il picchio beccoavorio, viene chiamato talvolta «picchio beccoavorio del Messico», sebbene tale nome venga usato anche per indicare il picchio beccochiaro. Questo grande (56 cm) e caratteristico uccello era noto da lungo tempo agli abitanti originari del Messico, che lo chiamavano cuauhtotomomi in nahuatl, mentre i Tepehuán lo chiamavano uagam e i Tarahumara cumecócari.

## Descrizione ed ecologia

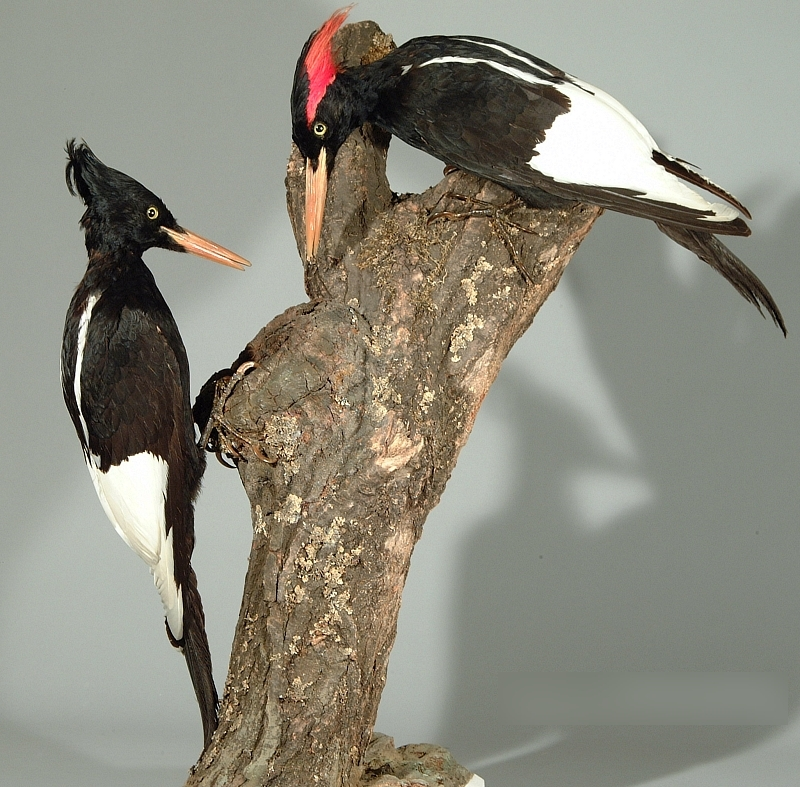
Un maschio (destra) e una femmina (sinistra) adulti.

Il maschio aveva una cresta rossa sui lati, ma era completamente nero, tranne le primarie interne, che avevano la punta bianca, le secondarie, che erano bianche, e una striscia bianca sulle scapole che, diversamente da quella del picchio beccoavorio, non si estendeva sul collo. La femmina era molto simile, ma aveva una cresta tutta nera e (diversamente da quella del picchio beccoavorio) ricurva all'estremità. Un tempo era molto diffuso e, fino agli inizi degli anni '50, piuttosto comune in tutta la Sierra Madre Occidentale del Messico, dal Sonora occidentale e dal Chihuahua fino al Jalisco e al Michoacán a sud.
Prediligeva le foreste montane di pini di Durango, pini bianchi del Messico, pini taeda, pini di Montezuma e querce, solitamente a quote comprese tra i 2100 e i 2700 metri. Andava in cerca di cibo perlustrando i tronchi dei pini secchi e raccogliendo le larve di insetto che trovava sotto la corteccia. Per poter sopravvivere, ogni coppia riproduttiva necessitava di una vasta area di foresta primaria intatta (circa 26 km²); al di fuori della stagione riproduttiva sembra che questo uccello si riunisse in piccoli gruppi costituiti al massimo da una dozzina di esemplari che si spostavano verso altre aree, apparentemente a seconda della disponibilità di cibo (Lammertink et al., 1996).

## Declino e probabile estinzione

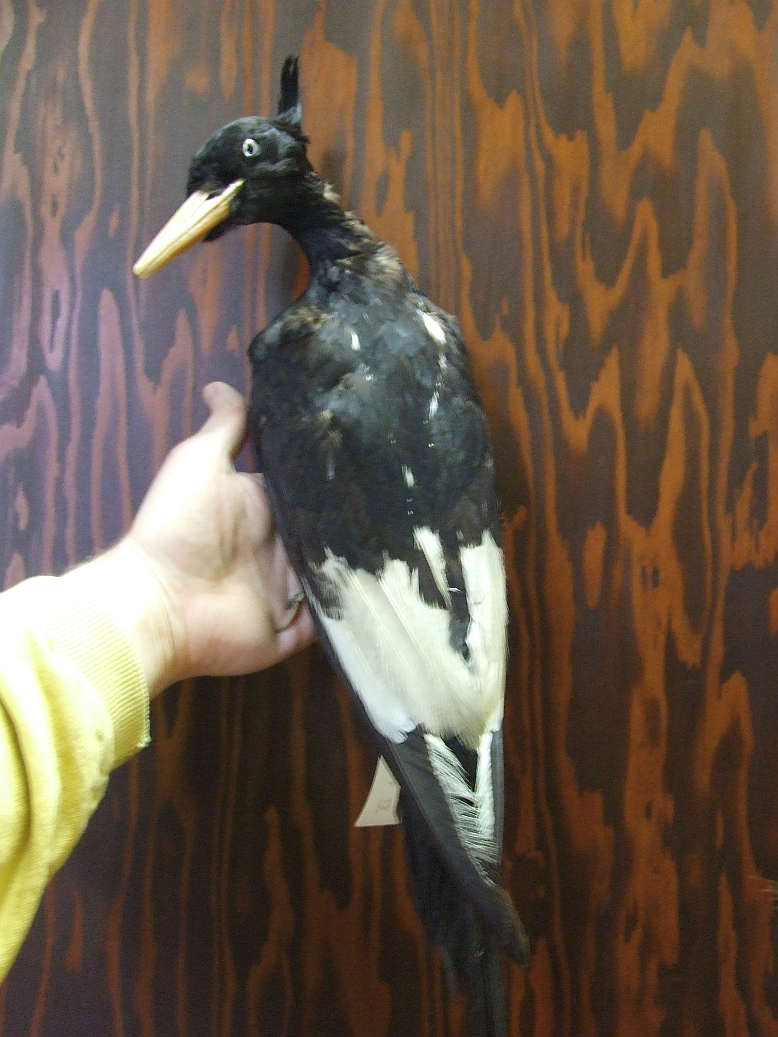
Una femmina imbalsamata al Museo di Storia Naturale
di Berlino; si notino le dimensioni rispetto alla mano

Il picchio imperiale viene ufficialmente classificato come «Specie in pericolo critico (probabilmente estinta)» dalla IUCN e da BirdLife International. Tuttavia, l'ultimo picchio avvistato fu un esemplare ucciso nel Durango nel 1956 e molto probabilmente questa specie è ormai estinta. La deforestazione è stata la causa principale del suo declino, ma questo è stato accelerato anche dalla caccia (l'utilizzo di parti di questo animale aveva un ruolo importante nella medicina tradizionale) e dalla cattura dei nidiacei, considerati una prelibatezza dai Tarahumara. I picchi imperiali erano creature maestose e, dato che erano divenuti molto rari, venivano uccisi anche da persone che non li avevano mai incontrati e che volevano osservarli meglio da vicino (Lammertink et al., 1996).
Data la quasi totale scomparsa del suo habitat originario e non essendo più stato osservato da più di 50 anni, quasi tutti gli ornitologi ritengono che il picchio imperiale sia ormai estinto. Tuttavia, dopo il 1956, vi sono state voci di avvistamenti non confermati (Mendenhall, 2005), il più recente dei quali avvenuto poco dopo la supposta riscoperta del picchio beccoavorio nel 2005. Lammertink et al. (1996), dopo aver valutato tutte le testimonianze degli avvistamenti avvenuti dal 1956 in poi, sono giunti alla conclusione che la specie potrebbe essere sopravvissuta fino agli anni '90 nella parte centrale del suo areale, ma ritengono tuttavia poco probabile la sua sopravvivenza. Secondo questi studiosi, in tempi storici il picchio imperiale era sempre stato piuttosto raro, ma la sua popolazione è crollata notevolmente durante gli anni '50. Malgrado fino a quel periodo il picchio imperiale non fosse stato così raro, non ci rimangono oggi molte notizie su di esso, più per il fatto che non sia stato studiato a dovere che per la sua rarità; l'importanza scientifica della specie è stata valutata a pieno solo dieci anni più tardi, quando ormai era troppo tardi.
Del picchio imperiale rimangono oggi circa 120 esemplari impagliati, il che fa del grosso uccello un perfetto candidato per la De-estinzione. Nel 1956 un esemplare femmina venne ripreso in volo e gli studiosi della Cornell University restaurarono il filmato nel 2011. Questa è l’unica registrazione della specie in assoluto.